# Moreni
Moreni este un municipiu în județul Dâmbovița, Muntenia, România.
Nume cu rezonanță în istoria petrolului românesc, important centru al industriei extractive a petrolului în trecut, al industriei constructoare de mașini, a textilelor și utilajelor complexe a făcut parte până în 1968 din Raionul Câmpina fiind mai legat de Valea Prahovei; azi este localitate componentă a județului Dâmbovița.Este unul dintre cele două municipii ale județului Dâmbovița celălalt fiind Târgoviște care este reședință de județ.
Actual primar este Gabriel Purcaru în funcție din anul 2024.

## Geografie

### Relief
Datorită așezării sale în zona Subcarpaților externi dintre Prahova și Ialomița, într-o mică depresiune, zonă de contact dintre dealuri mai înalte în nord și coborâte spre sud și câmpia piemontană înaltă a Cricovului Dulce - au existat condiții care au constituit un adăpost sigur pentru locuitorii veniți în aceste meleaguri, contribuind la dezvoltarea unei așezări statornice. Câmpia înaltă pe alocuri, împădurită, dealurile acoperite, ușor accesul și legăturile permanente cu zonele învecinate, au permis dezvoltarea așezării.

### Hidrografie
Această zonă face parte din bazinul hidrografic al Ialomiței, în localitate principalul colector fiind râul Cricov. Regimul hidrografic a fost influențat de fragmentarea reliefului, de climă, de geologie. Are o alimentare pluvio-nivală, cu ape mari de primăvară rezultate din ploi și din topirea zăpezilor și cu viituri de vară provocate de ploile cu caracter torențial.

### Climă
Prin poziția sa geografică, la contactul dintre câmpia înaltă și Subcarpați, având culoarul larg al Cricovului spre zona muntoasă, Morenii sunt situați într-un climat temperat continental.

## Istorie
Există două versiuni cu privire la întemeierea localității. 
Astfel, se povestește că, pe vremea când moșia era încă sub stăpânirea boierească, trăia o femeie destoinică și curajoasă, numită Moreanca (desigur, soția unui oarecare Moreanu). Curajoasa femeie stăpânea cu mare greutate pământul, căci se începuse coborârea pe vale a locuitorilor stabiliți pe plaiuri, "veniți din Țara Ungurească". Moreanca îi alunga cu parul de pe moșie. Pentru curajul cu care apara pământul și destoinicia ei, boierul proprietar (care nu locuia în zonă) și avea întinderi foarte mari de pământ, a dăruit Morencei locul care se va numi "Moreni".
A doua versiune este bazată pe documente de arhivă.
Prima atestare documentară a Moreniului datează din timpul lui Petru Cercel, Voievodul care pe 18 iunie 1584, întărește “Jupânesei Caplea și nepoților ei, Badea și Calotă postelnici, satele Drăgănești și Moarile în urma unor judecăți”. 
Localitatea apare menționată documentar ca sat prima oară, cu numele Moarile (datorită numeroaselor mori de pe valea Cricovului Dulce) sau Moara Rateșului, Moara Nouă, Moara Sasului. Din 1661 este cunoscută cu numele actual. Administrativ, comuna Moreni apare în 1864. În 1868, în Moreni, existau cătunele, ca în 1876 să existe și satele Neagra, Piscuri, Pleașa, Râpa, Țuicani.
La sfârșitul secolului al XIX-lea, comuna rurală Moreni făcea parte din plasa Filipești a județului Prahova, și era compusă din satele Moreni, Tisa, Stavropoleos, Țuicani și Pleașa, cu 1350 de locuitori. În comuna Moreni funcționau două biserici — una la Moreni, înființată în 1868 și alta la Tisa, reconstruită în 1893 — o școală cu 61 de elevi (dintre care trei fete), înființată în 1864; și două mori.
În 1925, comuna Moreni este consemnată de Anuarul Socec în aceeași plasă, cu aceeași compoziție și o populație de 4016 locuitori.
În anul 1931, comuna Stavropoleos este o unitate administrativă de sine stătătoare, formată din satele Tisa, Stavropoleos, Țuicani și Pleașa. La 17 septembrie 1947, prin unirea comunei Moreni cu Stavropoleos, apare orașul Moreni. În 1950, Moreni a devenit oraș raional în raionul Târgoviște al regiunii Prahova și apoi, după 1952, al regiunii Ploiești. În 1968, Moreni a fost transferat județului Dâmbovița, și până în 1989 a avut în jurisdicție și comuna Iedera, drept comună suburbană. Din 2003, prin legea nr. 259/2003, orașul a fost ridicat la rangul de municipiu.

## Demografie
Componența etnică a municipiului Moreni
     Români (88,42%)
     Romi (1,11%)
     Alte etnii (0,12%)
     Necunoscută (10,35%)
Componența confesională a municipiului Moreni
     Ortodocși (86,21%)
     Alte religii (2,29%)
     Necunoscută (11,5%)
Conform recensământului efectuat în 2021, populația municipiului Moreni se ridică la 15.472 de locuitori, în scădere față de recensământul anterior din 2011, când fuseseră înregistrați 18.687 de locuitori. Majoritatea locuitorilor sunt români (88,42%), cu o minoritate de romi (1,11%), iar pentru 10,35% nu se cunoaște apartenența etnică. Din punct de vedere confesional, majoritatea locuitorilor sunt ortodocși (86,21%), iar pentru 11,5% nu se cunoaște apartenența confesională.
|  | Graficele sunt indisponibile din cauza unor probleme tehnice. Mai multe informații se găsesc la Phabricator și la wiki-ul MediaWiki. |

Date: Recensăminte sau birourile de statistică - grafică realizată de Wikipedia

## Economie

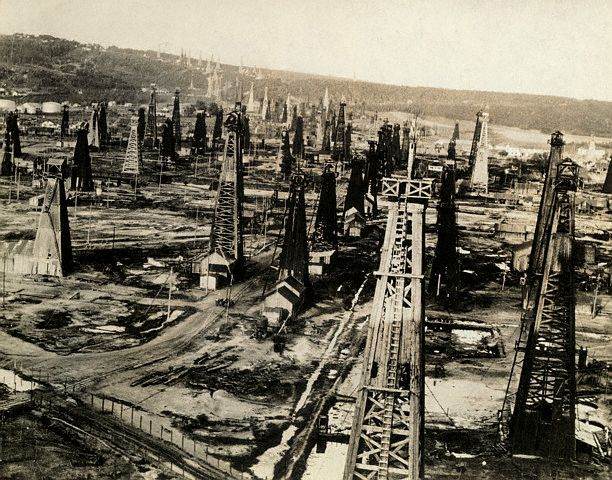
Câmp de extracție petrolieră la Moreni (1920)

Moreniul a fost până la sfârșitul secolului al XIX-lea o așezare eminamente agricolă. Începutul secolului al XX-lea aduce o schimbare profundă în economia localității, în această perioadă luând naștere la nivelul tehnicii de epocă, exploatările petroliere. Încă de la apariția primelor exploatări în domeniul petrolier, profilul localității a fost determinat de prezența schelei de extracție a țițeiului modernizată continuu.
La începutul secolului al XX-lea s-au ridicat în Moreni ateliere de reparații ale utilajului petrolier, care în special după 1970 se reprofilează și se dezvoltă, transformându-se în întreprinderi de interes republican. Aceste ramuri au cunoscut creșteri mari ale producției schimbând profilul industrial petrolifer în profil industrial complex care în 1972 reprezenta 53% din producția industrială în ramura construcțiilor de mașini față de numai 26% cât reprezenta industria combustibililor.
Dacă până în 1965 petrolul reprezenta 53% din valoarea producției industriale, în 1990 ponderea petrolului scăzuse deja la 15%. Petrolul a fost simbolul localității pentru aproximativ 100 de ani. Istoria sa, împărțită în două etape, a marcat profund viața oamenilor și evoluția societății în Moreni. Cu toate că după 1965 ponderea petrolului în economia Moreniului a fost tot mai redusă, Moreniul a rămas cunoscut țării mai ales prin industria petrolieră.

## Administrație
Municipiul Moreni este administrat de un primar și un consiliu local compus din 17 consilieri. Primarul, Gabriel Purcaru[*], de la Partidul Social Democrat, este în funcție din 1 noiembrie 2024. Începând cu alegerile locale din 2024, consiliul local are următoarea componență pe partide politice:
|  | Partid                          | Consilieri | Componența Consiliului | Componența Consiliului | Componența Consiliului | Componența Consiliului | Componența Consiliului | Componența Consiliului | Componența Consiliului | Componența Consiliului |
|  | ------------------------------- | ---------- | ---------------------- | ---------------------- | ---------------------- | ---------------------- | ---------------------- | ---------------------- | ---------------------- | ---------------------- |
|  | Partidul Social Democrat        | 8          |                        |                        |                        |                        |                        |                        |                        |                        |
|  | Alianța Dreapta Unită           | 4          |                        |                        |                        |                        |                        |                        |                        |                        |
|  | Partidul Național Liberal       | 3          |                        |                        |                        |                        |                        |                        |                        |                        |
|  | Alianța pentru Unirea Românilor | 2          |                        |                        |                        |                        |                        |                        |                        |                        |

Municipiul Moreni este situat în partea de est a județului Dâmbovița, la 20 km. depărtare de municipiul Târgoviște.
Municipiul se întinde pe o suprafață de 35 km² și se învecinează cu: 
- la nord - Com. Iedera, sat Colibași;
- la est - Com. Filipeștii de Pădure, sat Dițești;
- la sud - Com. I.L.Caragiale, sat Ghirdoveni;
- la vest - Gura Ocniței, sat Adânca.

Raportul între suprafața teritoriului administrativ și suprafața intravilanului orașului (inclusiv cartierele aparținătoare - Bana, Țuicani și Pleașa), este de 5,5.

## Edificii religioase, monumente și manifestări socio-culturale
Interes turistic prezintă:
1. Biserica având hramul „Schimbarea la Față” (1868).
2. Biserica cu dublu hram-„Adormirea Maicii Domnului și Sfântul Dimitrie“ (1891-1895) din cartierul Stavropoleos.
3. Monument al primului război mondial, clasificat în categoria monumentelor istorice memoriale(DB-III-m-A-17783 ), a fost ridicat de locuitorii comunei Stavropoleos. Monumentul se înalță într-un scuar din apropierea actualei primării din Moreni și a fost dezvelit în anul 1934
4. Monumentul eroilor din primul război mondial se află într-un rondou situat peste drum de fosta Bancă ,,Cricovul Dulce” și vechea clădire a primăriei. Este creația sculptorului Alexandru Irimescu. A fost inaugurat în anul 1921.
5. Monumentul eroilor din războiul antifascist se afla în parcul din centru orașului și a fost ridicat din inițiativa unui Comitet local. Inaugurarea, în fața unui public numeros s-a desfășurat la 23 august 1958.

Manifestările socio-culturale tradiționale organizate de Primăria municipiului Moreni și Consiliul Local sunt:
- Saptămâna mărțișorului (1-8 martie)
- Zilele Bibliotecii (14 - 15 mai)
- Ziua Pamântului - Concursul Național „Copii, salvați planeta albastră!” (22 aprilie)
- Proclamarea Independenței de Stat. Ziua Victoriei Națiunilor Unite asupra fascismului
- Ziua Europei (9 mai)
- Ziua Internațională a Copilului (1 iunie)
- Festivalul Național, Cununa Petrolului” (17 - 18 iunie)
- Zilele Municipiului Moreni (17 - 19 iunie)
- Campionatul Național de Motocros (19 iunie)
- Sărbătoarea Toamnei (1 - 2 octombrie)
- Ziua Națională a României (1 decembrie)
- Tradiții Morenare (23 decembrie)
- Colindele Crăciunului (24 decembrie).

## Personalități născute aici
- Ștefan Niculescu (1927 - 2008), compozitor, muzicolog;
- Emil Burzo (n. 1935), fizician, profesor universitar; membru al Academiei;
- Ovidiu Schumacher (n. 1942), actor;
- George Mihăiță (n. 1948), actor, director al Teatrului de Comedie din București;
- Lucian Vlădescu (n. 1952), compozitor, profesor și dirijor;
- Marian Săniuță (n. 1960), politician;

## Sport

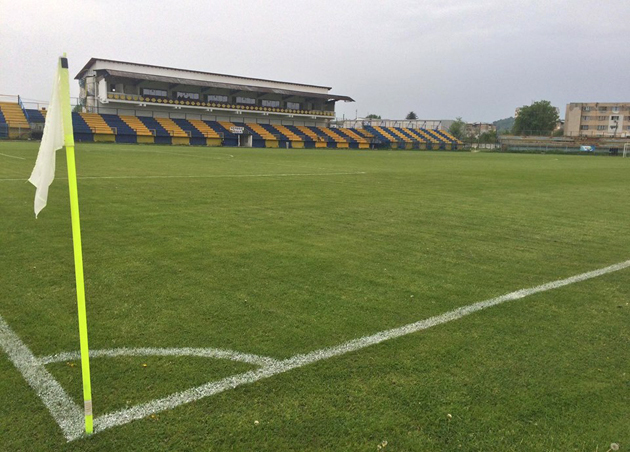
Stadionul Flacăra Moreni.

Clubul Sportiv Municipal Flacăra Moreni este un club de fotbal din Moreni, județul Dâmbovița, România, care evoluează în Liga a III-a. Flacăra Moreni este unul dintre cele mai vechi cluburi de fotbal din România, fiind înființat în anul 1922. Meciurile de pe teren propriu se joacă pe Stadionul Flacăra, o arenă cu 10.000 de locuri.

### Sportivi de seamă
- Albert Cristescu (n. 1992), handbalist.
- Gheorghe Barbu fotbalist și antrenor
- Constantin Herold baschetbalist și antrenor
- Ovidiu Schumacher fotbalist și antrenor
- Gabriel Paraschiv fotbalist și antrenor
- Andrei Ivan fotbalist
- Ionuț Zaharia fotbalist